# Kirton (Suffolk)
Kirton – wieś w Anglii, w hrabstwie Suffolk, w dystrykcie East Suffolk. Leży 13 km na południowy wschód od miasta Ipswich i 115 km na północny wschód od Londynu. W 2001 miejscowość liczyła 1,086 mieszkańców. W miejscowości znajduje się kościół zwany Church of St Mary and St Martin.